# Gegevensveld
Een gegevensveld is een cel waarin waardes kunnen worden ingevoerd, gewijzigd en verwijderd. Gegevensvelden worden vooral gebruikt in spreadsheet- en databasesoftware. Voorbeelden van software welke gegevensvelden bevatten zijn Excel, Access, Visio en LibreOffice Calc. Verschillende gegevensvelden naast elkaar vormen een rij.